# Peter Carter-Page
Hugh William (Peter) Carter-Page (Southgate, Verenigd Koninkrijk, 1906 - Victoria, Canada, 1967) was een grafisch ontwerper en animator voor de The Walt Disney-studio's. Peter Carter-Page is de vader van Fluxus-kunstenaar Robin Page (1932-2015).

## Biografie
Carter-Page was afkomstig uit de hogere middenklasse, en verhuisde op 19-jarige leeftijd naar Canada. Daar ontmoette hij zijn latere vrouw Audrey, met wie hij meer dan tien jaar getrouwd was. In 1932 werd zoon Robin Page geboren. Het gezin verhuisde in 1937 naar Californië, waar Peter Carter-Page in de Disney-studio's in Hollywood werkte als animator.
Tijdens de oorlogsjaren werd Carter-Page weliswaar opgeroepen voor de dienstplicht, maar de Disney-studio's riepen hem terug om instructiefilms voor oorlogsdoeleinden te gaan maken. Zo maakte hij voor Disney in 1942 de animatiefilm Stop that tank!, waarin de Boys MK.1 Anti Tank Rifle gedemonstreerd wordt. Na de oorlog verhuisde het gezin Page terug naar Canada, waar het huwelijk van Peter en Audrey eindigde. Peter hertrouwde na enkele jaren met Rose.
In 1949 moest Peter voor zijn werk naar Vancouver verhuizen. Peter Carter-Page ontwierp in Vancouver onder meer het CKNW radio “Top Dog”-logo en een muurschildering voor The Wild Duck Inn. Robin, die had gestudeerd aan de Vancouver School of Art, koos zijn eigen weg en verhuisde in 1959 terug naar Europa, waarhij een Fluxus-kunstenaar van het eerste uur werd. Carter-Page volgde zijn zoon en verhuisde in 1961 ook terug naar England, om voor Pelham Puppets marionetten te ontwerpen. Na een paar jaar strandde echter zijn huwelijk en verhuisde hij wederom terug naar Victoria. Daar hertrouwde hij voor de derde keer.
Hij overleed in 1967 aan de gevolgen van keelkanker; hij was zijn leven lang een verstokt roker geweest.